# Grant Fisher
Grant Fisher (ur. 22 kwietnia 1997 w Calgary) – amerykański biegacz długodystansowy, olimpijczyk z Tokio 2021, brązowy medalista olimpijski z Paryża 2024.

## Udział w zawodach międzynarodowych
| Impreza              | Rok  | Miejsce | Wynik  | Wynik    |
| Impreza              | Rok  | Miejsce | 5000 m | 10 000 m |
| -------------------- | ---- | ------- | ------ | -------- |
| Igrzyska olimpijskie | 2020 | Tokio   | 9      | 5        |
| Igrzyska olimpijskie | 2024 | Paryż   | brąz   | brąz     |
| Mistrzostwa świata   | 2022 | Eugene  | 6      | 4        |

## Życie prywatne
Pochodzi z rodziny o tradycjach lekkoatletycznych. Jego krewni startowali w zawodach uniwersyteckich – ojciec Dan Fisher w biegach przełajowych i na 5000 metrów, matka Sonia Fisher na dystansach 800 m i 1500 m, a dziadek Allan Fisher na dystansach 2 mil i 5000 m.
Początkowo trenował piłkę nożną, biegając głównie w celu poprawy kondycji. W szkole średniej uznał, że większe sukcesy osiągnie w bieganiu. Trenerzy uniwersyteccy z obu dyscyplin próbowali zwerbować go do swoich uczelni. Wybrał Uniwersytet Stanforda, gdzie studiował elektrotechnikę.
Urodził się w Kanadzie, dzięki czemu posiada podwójne obywatelstwo. Obecnie mieszka w Park City.